# Gele trui

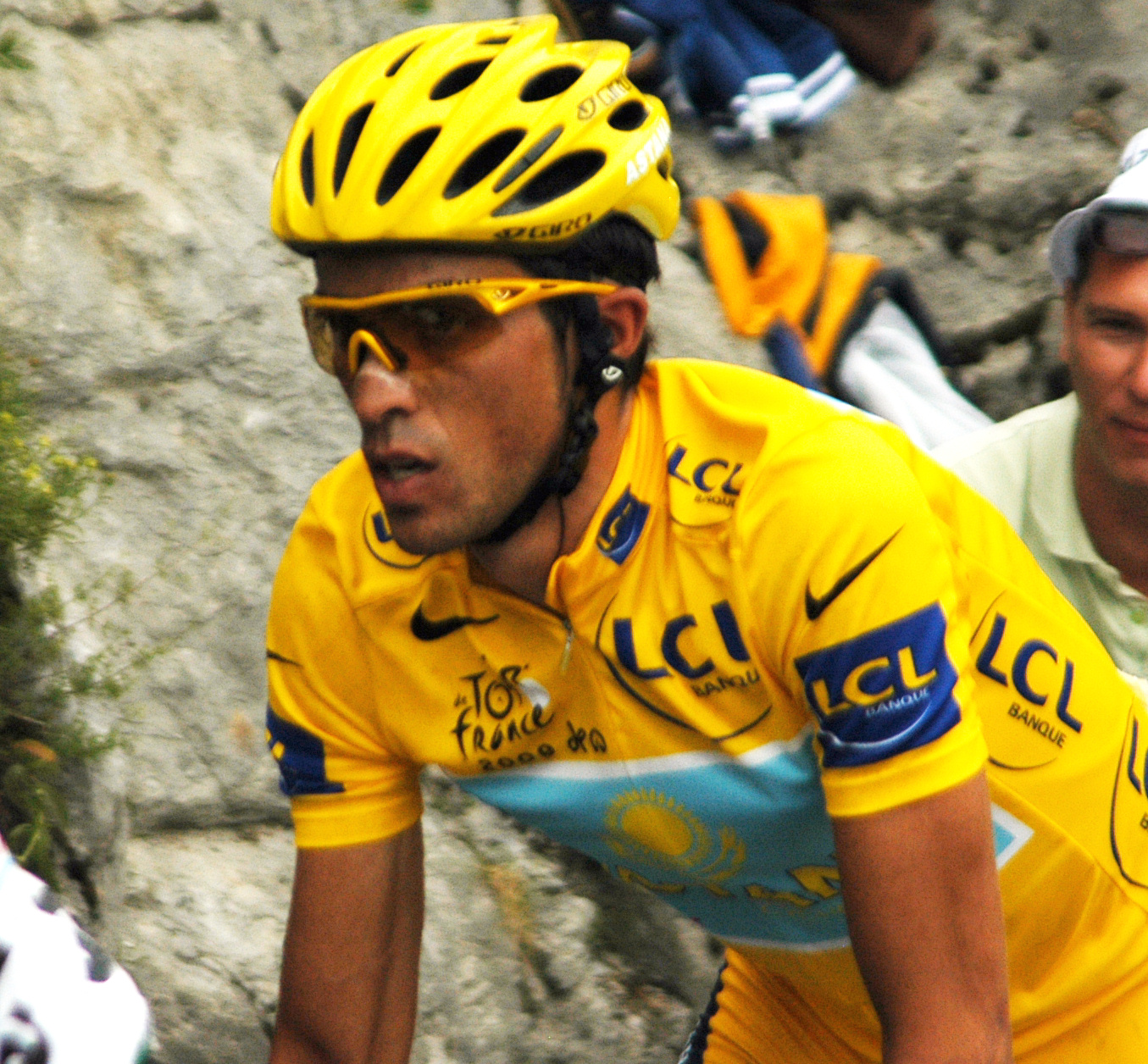
Alberto Contador in de gele trui van de Ronde van Frankrijk

De gele trui is in de wielersport een trui die door de leider in een bepaald klassement wordt gedragen. De gele trui kan onder andere verwijzen naar:
- De leiderstrui in de Ronde van Frankrijk
- De leiderstrui in Parijs-Nice
- De leiderstrui in het Critérium du Dauphiné
- De leiderstrui in het Internationaal Wegcriterium
- De leiderstrui in de Ronde van Romandië
- De leiderstrui in de Ronde van Californië
- De leiderstrui in de Ronde van Polen
- De leiderstrui in de Ronde van Zwitserland
- De leiderstrui in de Ronde van het Baskenland
- De leiderstrui in de Ronde van Portugal
- De leiderstrui in de Ronde van Beieren
- De leiderstrui in de Ronde van Utah
- De puntentrui in de Ronde van België

Algemeen klassement · Bergklassement · Combinatieklassement · Jongerenklassement · Ploegenklassement · Puntenklassement · Strijdlustklassement · Tussensprintklassement
 Blauwe trui ·   Bolletjestrui ·  Gele trui ·  Groene trui ·  Paarse trui ·  Rode trui ·  Roze trui ·  Witte trui ·  Zwarte trui ·  Regenboogtrui ·  Sterrentrui